# Selenocephalus deserticola
Selenocephalus deserticola är en insektsart som beskrevs av Rauno E. Linnavuori 1962. Selenocephalus deserticola ingår i släktet Selenocephalus och familjen dvärgstritar. Inga underarter finns listade i Catalogue of Life.